# آلفين بويد كون
آلفين بويد كون (بالإنجليزية: Alvin Boyd Kuhn)‏ هو عالم أمريكي، ولد في 22 سبتمبر 1880 في مقاطعة فرانكلين في الولايات المتحدة، وتوفي في 14 سبتمبر 1963 في Morriston ‏ في المملكة المتحدة.